# Bloqueig israelià de la Franja de Gaza (2023-present)

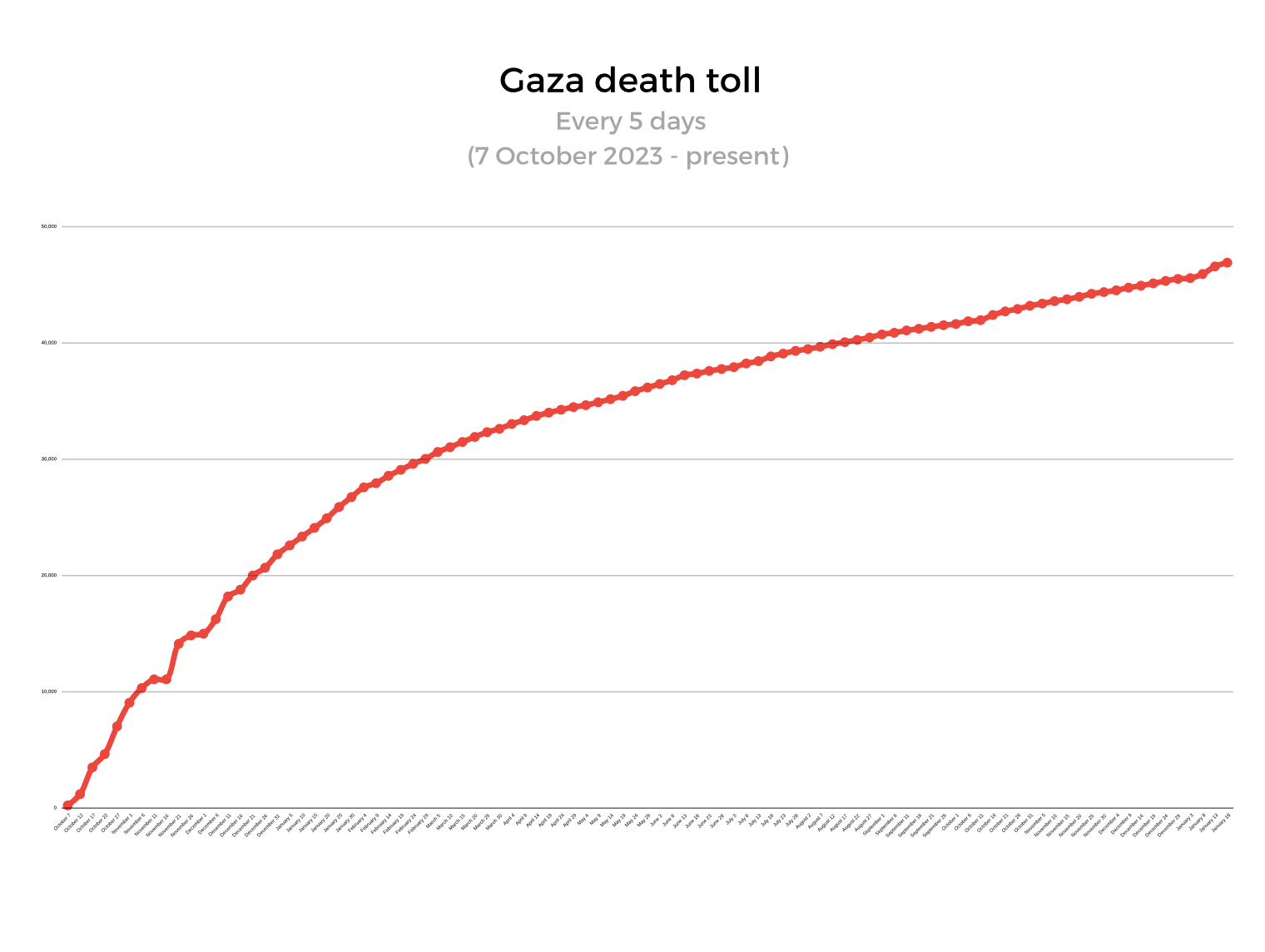
Gràfic de morts cada cinc dies

El 9 d'octubre de 2023, Israel va intensificar el seu bloqueig a la Franja de Gaza quan va anunciar un "bloqueig total", bloquejant l'entrada d'aliments, aigua, medicaments, combustible i electricitat després de l'atac liderat per Hamàs contra Israel el 7 d'octubre i la consegüent guerra de Gaza. S'ha atribuït al bloqueig una contribució significativa al genocidi de Gaza . Israel ha posat com a condició a l'aixecament del bloqueig amb la devolució dels ostatges segrestats per Hamàs, cosa que ha estat criticada com a càstig col·lectiu i com a crim de guerra .
Unes setmanes després d'iniciar el bloqueig, Israel va relaxar-ne la intensitat, però va continuar restringint severament la quantitat d'ajuda que entrava a la Franja de Gaza. Els primers subministraments van entrar el 21 d'octubre de 2023. El bloqueig va agreujar la crisi humanitària de Gaza. El gener de 2024, les autoritats israelianes van bloquejar el 56% de l'ajuda humanitària al nord de Gaza. El 9 de febrer de 2024, el director de l'UNRWA, Philippe Lazzarini, va dir que Israel havia bloquejat l'alimentació a 1,1 milions de palestins a Gaza.
Durant l'alto el foc a Gaza del 2025, Israel va relaxar les restriccions d'ajuda humanitària, permetent més ajuda que abans.
Des del 2 de març de 2025, Israel ha bloquejat completament tots els subministraments que entren al territori, convertint-lo en el tancament complet més llarg de la història del bloqueig.
El bloqueig ha contribuït a les condicions de fam a la Franja de Gaza, que es van veure agreujades pels atacs aeris israelians contra les infraestructures alimentàries i les restriccions a l'ajuda humanitària. En diversos incidents, manifestants israelians, inclosos colons, van bloquejar camions d'ajuda humanitària que es dirigien a la Franja de Gaza i, en alguns casos, inclús els van atacar.

## Context
Les restriccions de moviment i mercaderies a Gaza imposades per Israel comencen a principis dels anys noranta. Després que Hamàs prengués el poder, el 2007, Israel va intensificar significativament les restriccions de moviment existents tot imposant un bloqueig complet al moviment de persones i mercaderies dins i fora de la Franja de Gaza. El mateix any, Egipte va tancar el pas fronterer de Rafah.
Segons declara Israel, l'objectiu del bloqueig és evitar el contraban d'armes a Gaza i exercir pressió econòmica sobre Hamàs. Els grups de drets humans i ONGs han qualificat el bloqueig d'il·legal i una forma de càstig col·lectiu, ja que restringeix el flux de béns essencials, contribueix a les dificultats econòmiques i limita la llibertat de moviment dels habitants de Gaza. El bloqueig terrestre, marítim i aeri pràcticament va aïllar la Franja de Gaza de la resta del territori palestí ocupat i del món. El bloqueig i els seus efectes han portat a qualificar el territori com una "presó a l'aire lliure".
Israel concedia regularment permís a una quota de palestins de Gaza, entre 15.000 i 21.000, per treballar diàriament dins de les seves fronteres .

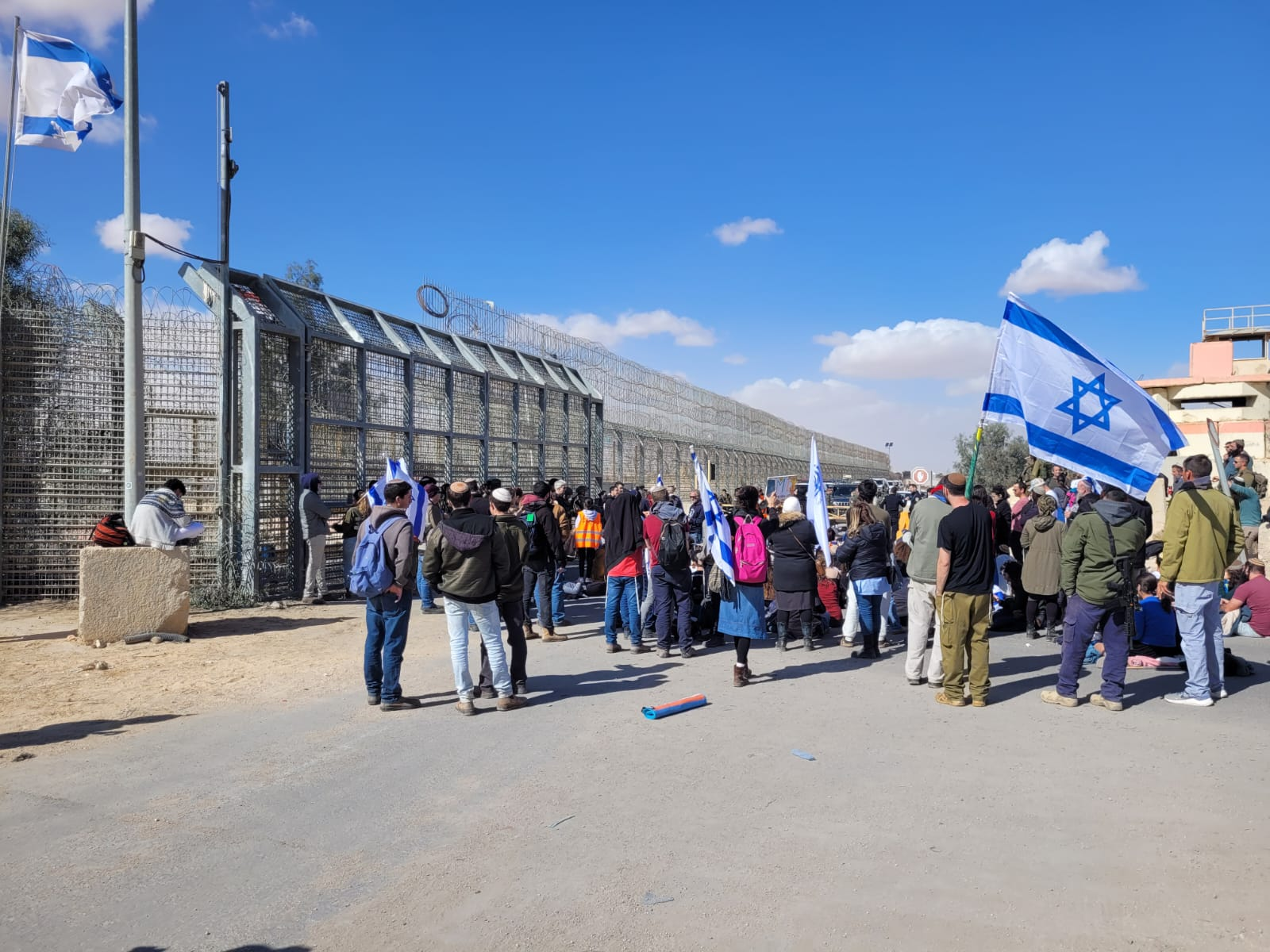
Israelians bloquegen l'entrada d'ajuda humanitària a Gaza, febrer de 2024

#### Pas de Rafah
La majoria dels vehicles d'ajuda passen per aquest pas fronterer provinents d'Egipte. Aquest va ser el primer pas a reobrir després de l'inici de la guerra, el 21 d'octubre de 2023. En els següents 10 dies hi van passar 241 camions d'ajuda. Egipte, per por d'una gran afluència de gazaus al Sinaí, va implementar polítiques estrictes al pas de Rafah. El 27 d'octubre, Cindy McCain, directora del Programa Mundial d'Aliments, va criticar els controls al costat egipci del pas fronterer com a "massa estrictes" i limitant el flux d'ajuda, ja que anteriorment s'acostava als 500 camions al dia.

### Fam
La guerra entre Israel i Hamàs ha provocat una fam imminent a la Franja de Gaza, com a resultat dels atacs aeris israelians i del bloqueig continu de la Franja de Gaza per part d'Israel, que inclou restriccions a l'ajuda humanitària . 2,2 milions de persones a Gaza pateixen ara inseguretat alimentària en nivell d'emergència.

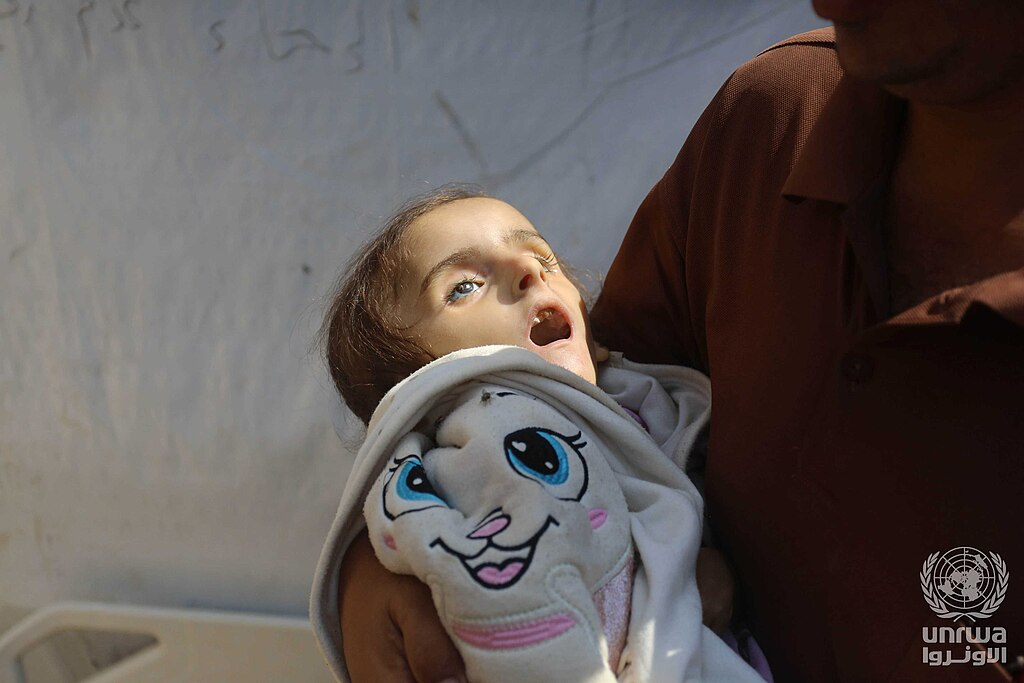
Nena palestina de 4 anys que va perdre la vida a causa de la desnutrició.

Els atacs aeris han destruït infraestructures alimentàries, com ara fleques, molins i botigues d'aliments, i hi ha una escassetat generalitzada de subministraments essencials a causa del bloqueig de l'ajuda .  Això ha causat la fam a més de mig milió de gazaus i forma part d'una crisi humanitària més àmplia a la Franja. És el "nombre més alt de persones que pateixen fam catastròfica" mai registrat a l' escala IPC, i s'espera que sigui la fam provocada per l'home més intensa des de la Segona Guerra Mundial .
Amb el 53% de la població, equivalent a 1,17 milions de persones, que s'enfronten a nivells d'emergència de fam, la regió experimenta taxes alarmants de malnutrició i pèrdua de vides. A causa de les condicions de seguretat imperants, proporcionar una resposta humanitària substancial s'ha convertit en un repte extremadament difícil. És de vital importància establir un flux constant i sense obstacles d'ajuda humanitària a Gaza per abordar les necessitats urgents de la seva població.